# Ximacodes malagasy
Ximacodes malagasy är en fjärilsart som beskrevs av Pierre E.L. Viette 1980. Ximacodes malagasy ingår i släktet Ximacodes och familjen snigelspinnare. Inga underarter finns listade i Catalogue of Life.